# 松島 (江戸川区)
松島（まつしま）は、東京都江戸川区の町名。現行行政地名は松島一丁目から四丁目。住居表示実施済み区域である。郵便番号132-0031（集配局 : 江戸川郵便局）。

## 地理
東京都江戸川区の北西部、区役所所在地である中央の西隣に位置する。北で葛飾区新小岩、東で中央一・四丁目、南で東小松川一丁目および西小松川町、西で荒川・中川を挟んで対岸は平井と隣接する。町域東辺を東京都道308号千住小松川葛西沖線、南辺を国道14号、西辺を中川で画し、中川・荒川の境となる中州を首都高速中央環状線が通っている。

### 河川
- 荒川 - 小松川橋・小松川新橋が架かる。
- 中川 -  - 小松川橋・小松川新橋が架かる。
- 小松川 - 同潤橋が架かる。少なからず暗渠化もされている。

### 地価
住宅地の地価は、2025年（令和7年）1月1日の公示地価によれば、松島2-26-13の地点で39万円/m2、松島4-34-1の地点で48万6000円/m2となっている。

## 歴史
- 1910年（明治43年）9月 - 明治43年の大水害で民家が流失、一帯が冠水した[7]。
- 1965年（昭和40年）9月1日 - 住居表示実施により、 西小松川1、2丁目、東小松川3丁目の一部（現在の西小松川町、東小松川とは異なる）から松島1〜4丁目が成立[8]。

## 世帯数と人口
2025年（令和7年）1月1日現在（江戸川区発表）の世帯数と人口は以下の通りである。
| 丁目       | 世帯数    | 人口     |
| ---------- | --------- | -------- |
| 松島一丁目 | 1,734世帯 | 3,467人  |
| 松島二丁目 | 1,977世帯 | 3,949人  |
| 松島三丁目 | 3,420世帯 | 6,224人  |
| 松島四丁目 | 2,777世帯 | 4,552人  |
| 計         | 9,908世帯 | 18,192人 |

### 人口の変遷
国勢調査による人口の推移。
| 年                 | 人口   |
| ------------------ | ------ |
| 1995年（平成7年）  | 17,906 |
| 2000年（平成12年） | 17,917 |
| 2005年（平成17年） | 18,254 |
| 2010年（平成22年） | 18,212 |
| 2015年（平成27年） | 17,540 |
| 2020年（令和2年）  | 18,140 |

### 世帯数の変遷
国勢調査による世帯数の推移。
| 年                 | 世帯数 |
| ------------------ | ------ |
| 1995年（平成7年）  | 7,501  |
| 2000年（平成12年） | 7,797  |
| 2005年（平成17年） | 8,173  |
| 2010年（平成22年） | 8,454  |
| 2015年（平成27年） | 8,300  |
| 2020年（令和2年）  | 9,101  |

## 学区
区立小・中学校に通う場合、学区は以下の通りとなる（令和5年度より）。なお、江戸川区では学校選択制度を導入しており、区内全域から選択することが可能。
| 丁目       | 番地                        | 小学校                   | 中学校                   |
| ---------- | --------------------------- | ------------------------ | ------------------------ |
| 松島一丁目 | 44番1〜6号 44番16号〜最終号 | 江戸川区立松江小学校     | 江戸川区立松江第四中学校 |
| 松島一丁目 | その他                      | 江戸川区立第三松江小学校 | 江戸川区立松江第二中学校 |
| 松島二丁目 | 1〜3番 13〜22番 32〜39番    | 江戸川区立第三松江小学校 | 江戸川区立松江第二中学校 |
| 松島二丁目 | その他                      | 江戸川区立西小松川小学校 | 江戸川区立松江第二中学校 |
| 松島三丁目 | 1〜34番 37〜41番            | 江戸川区立西小松川小学校 | 江戸川区立松江第二中学校 |
| 松島三丁目 | その他                      | 江戸川区立第三松江小学校 | 江戸川区立松江第二中学校 |
| 松島四丁目 | 全域                        | 江戸川区立西小松川小学校 | 江戸川区立松江第二中学校 |

## 産業

### 事業所
2021年（令和3年）現在の経済センサス調査による事業所数と従業員数は以下の通りである。
| 丁目       | 事業所数  | 従業員数 |
| ---------- | --------- | -------- |
| 松島一丁目 | 170事業所 | 3,105人  |
| 松島二丁目 | 92事業所  | 856人    |
| 松島三丁目 | 233事業所 | 1,093人  |
| 松島四丁目 | 127事業所 | 847人    |
| 計         | 622事業所 | 5,901人  |

### 事業者数の変遷
経済センサスによる事業所数の推移。
| 年                 | 事業者数 |
| ------------------ | -------- |
| 2016年（平成28年） | 646      |
| 2021年（令和3年）  | 622      |

### 従業員数の変遷
経済センサスによる従業員数の推移。
| 年                 | 従業員数 |
| ------------------ | -------- |
| 2016年（平成28年） | 5,070    |
| 2021年（令和3年）  | 5,901    |

## 交通

### 鉄道
松島地区内に鉄道駅は存在しないが、北に隣接する葛飾区新小岩に総武本線新小岩駅が所在する。また、松島地区最南部の同一丁目は至近の駅から1km以上離れた鉄道不便地帯に属する。

### バス
都営バス新小21・新小22（都営バス江戸川営業所）の松島三丁目・江戸川高校前バス停は、松島三丁目である。

### 道路
道路
- 首都高速中央環状線
- 国道14号（京葉道路・千葉街道）
- 東京都道308号千住小松川葛西沖線（平和橋通り・千葉街道・船堀街道）
- 東京都道450号新荒川葛西堤防線
- 松島通り
- 五分一通り

## 施設

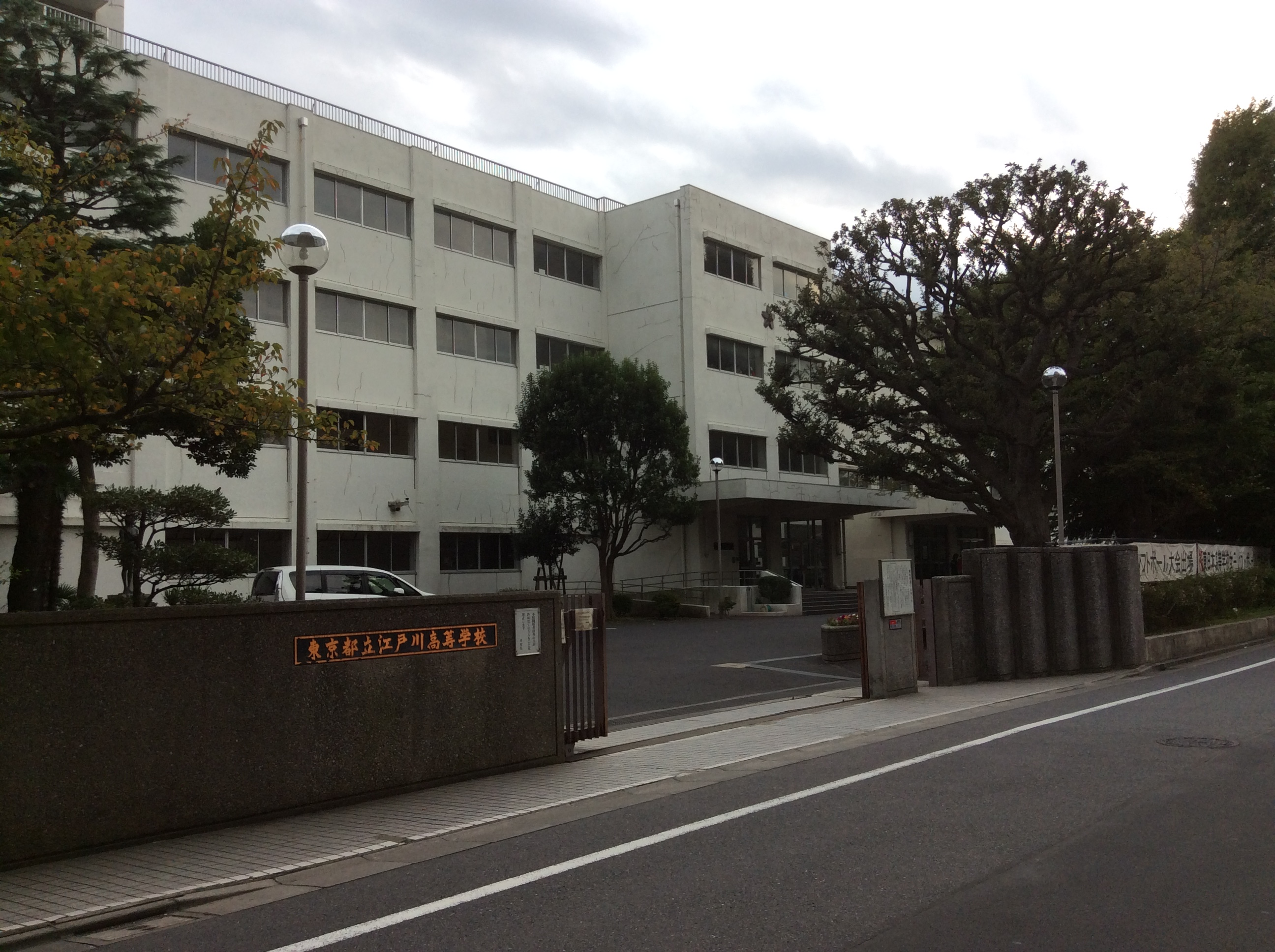
東京都立江戸川高等学校

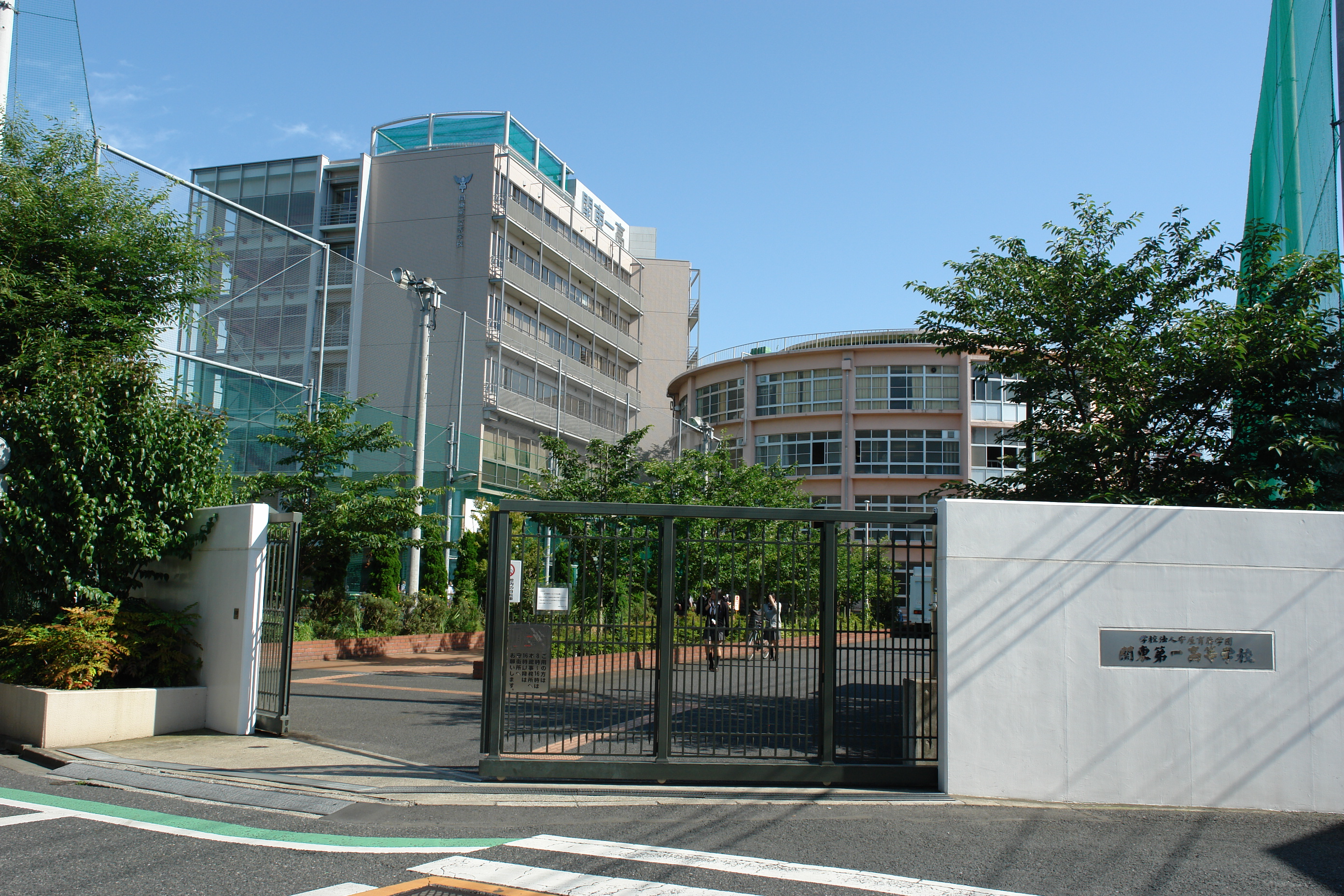
関東第一高等学校

- 警視庁小松川警察署
- 東京都立江戸川高等学校
- 関東第一高等学校
- 江戸川区立松江第二中学校
- 江戸川区立西小松川小学校
- 江戸川区立第二松江小学校
- 同愛会病院
- 東小松川おひさま保育園
- 東小松川公園
- 松島一丁目児童遊園
- 江戸川区郷土資料室
- 東福院 - 真言宗豊山派の仏教寺院。
- 専福寺 - 真宗大谷派の仏教寺院。
- 光福寺 - 新義真言宗の仏教寺院。